# Mar'ja Bolkonskaja
La principessa Mar'ja Nikolaevna Bolkonskaja (in russo Марья Николаевна Болконская?) è un personaggio del romanzo Guerra e pace di Lev Tolstoj. È figlia del principe Nikolaj e sorella di Andrej.

## Ruolo nella storia
Viene rappresentata come una giovane donna profondamente religiosa, rassegnata a restare nubile e a sottostare al padre autoritario; inoltre è una donna fisicamente scialba, sebbene si stesse per sposare con il principe Anatole Kuragin, il quale era però interessato al grande patrimonio di lei, ma tale tentativo di matrimonio fallisce. Tuttavia incarna anche un'intelligenza e una forza con le quali riesce ad oltrepassare ogni avversità.
In seguito incontra il conte Nikolaj Rostov, il quale la salva dai francesi, e i due si innamorano, ma una serie di eventi rimandano le loro eventuali nozze; infatti il principe Andrej, fratello di Mar'ja, viene ferito gravemente nella battaglia di Borodino e si trova presso i Rostov sotto le cure di Nataša. Mar'ja decide quindi di recarsi dal fratello ormai agonizzante per poterlo assistere nei suoi ultimi momenti di vita. Alla fine Mar'ja sposerà Nikolaj nell'autunno del 1814. Dalla loro unione nascono quattro figli. Questo matrimonio rende particolarmente felici i Rostov, poiché in tal modo riescono a risanare le loro condizioni finanziarie.

## Filmografia
- 1956: Guerra e pace (War and Peace) di King Vidor
- 1967: Guerra e pace (Война и мир) di Sergej Fëdorovič Bondarčuk
- 2007: Guerra e pace di Robert Dornhelm